# 2008 في ليبيا
فيما يلي قوائم الأحداث التي وقعت خلال عام 2008 في ليبيا.

## رياضة
- 1 يناير – البطولة العربية لكرة القدم الخماسية 2008
- 1 يناير – بطولة أفريقيا لكرة القدم الخماسية 2008

## كتب
من الكتب التي صدرت هذه السنة في ليبيا:
- 1 يناير – الورم من تأليف إبراهيم الكوني.

## وفيات

### يناير
- 28 يناير – أبو الليث الليبي (مواليد 1967)